# Just for a Day
Just for a Day è l'album d'esordio della rock band inglese Slowdive, pubblicato nel 1991.

## Il disco
A partire dal 1990, gli Slowdive avevano pubblicato tre EP, ottenendo un buon successo di critica. A metà estate del 1991, entrarono nei Courtyard Studios di Abingdon, e, in settembre, pubblicarono Just for a Day.
Il sound del disco è etereo e trascendente, ancor più di quello degli EP pubblicati in precedenza. La batteria e il basso accennano appena il ritmo dei brani, su cui le chitarre tessono una trama di accordi languidi e pacati. Si crea, quindi, un vortice sonoro, nel quale si inseriscono le sussurranti voci di Halstead e della Goswell. Just for a Day comincia con il ritmo marziale di Spanish Air da cui trapela un canto drammatico. Catch the Breeze recupera, nelle strofe, la struttura classica dei brani rock, perdendosi, però, in un ritornello che imita il rumore della brezza marina. Ballad of Sister Sue è costruito sul ritmo di un valzer da cui si districa un ritornello corale. Erik's Song è un quadretto impressionista, in cui, su echi di accordi in lontananza, risuona qualche tocco di pianoforte e qualche nota di chitarra. The Sadman è un brano acquoso in cui la voce opaca della Goswell intona una tenera filastrocca, in un delirio di echi. Primal, il brano di chiusura, è una piccola suite che parte con un ritmo pacato  e, tuttavia, regolare, per poi perdersi nel caos di eco e riverbero del finale.
Il disco ottenne da più parti recensioni positive, ed è tutt'oggi considerato una pietra miliare del Dream pop e dello Shoegaze.
Nel 2005, Just for a Day venne ripubblicato con un CD in aggiunta, contenente i tre EP Slowdive, Holding Our Breath e Morningrise.

## Tracce
Tutti i brani sono di Neil Halstead.
1. Spanish Air - 6:02
2. Celia's Dream - 4:07
3. Catch the Breeze - 4:19
4. Ballad of Sister Sue - 4:32
5. Erik's Song - 4:25
6. Waves - 5:49
7. Brighter - 3:48
8. The Sadman - 4:45
9. Primal - 5:31

## Formazione
- Neil Halstead - chitarra, voce
- Rachel Goswell - chitarra, voce
- Christian Savill - chitarra
- Nick Chaplin - basso
- Simon Scott - batteria